# Yuki Uchida
Yuki Uchida (内田有紀?, Uchida Yuki; Tokyo, 16 novembre 1975) è un'attrice, cantante e modella giapponese.
Inizia come giovane idol nel 1990 per poi dedicarsi quasi subito alla carriera di modella in varie pubblicità televisive ottenendo subito una notevole popolarità per il suo look da maschiaccio coi capelli corti e la voce roca.
Ha pubblicato il suo primo singolo alla fine del 1994 per poi passare al cinema col primo film dedicato al famoso manga Hanayori Dango nel 1995 e l'anno successivo col film Cat's Eye, live action di Occhi di gatto.
Si ritirò temporaneamente dallo show business dopo aver sposato l'attore Hidetaka Yoshioka nel 2002, ma dopo il suo divorzio nel 2005 tornò a recitare in diversi dorama di successo affiancando giovani attori e cantanti come Jun Matsumoto e Kazuya Kamenashi.
Il famoso attore Shun Oguri ha confessato di essere da sempre un suo grandissimo fan e di aver iniziato a studiare recitazione solo per merito suo.

## Filmografia

### Cinema
- Hana yori dango, regia di Yasuyuki Kusuda (1995)
- Cat's Eye, regia di Kaizô Hayashi (1997)
- Beat, regia di Amon Miyamoto (1998)
- Glory to the Filmmaker! (Kantoku · Banzai!), regia di Takeshi Kitano (2007)
- Quiet room ni yôkoso, regia di Suzuki Matsuo (2007)
- Zen, regia di Banmei Takahashi (2009)
- Bakamono, regia di Shūsuke Kaneko (2010)
- Odoru daisousasen the movie 3: Yatsura o kaihou seyo!, regia di Katsuyuki Motohiro (2010)
- Odoru daisousasen the Final: Aratanaru kibou, regia di Katsuyuki Motohiro (2012)
- Ore ore, regia di Satoshi Miki (2013)
- Saiki Kusuo no sai-nan, regia di Yûichi Fukuda (2017)

### Dorama
- Hitotsu yane no shita - serie TV (1993)
- If: Moshimo - serie TV (1993)
- Jaja uma narashi - serie TV, 12 episodi (1993)
- Toki o kakeru shôjo - serie TV, 5 episodi (1994)
- Juu nana sai - serie TV (1994)
- Kyanpasu nôto - serie TV (1996)
- Odoru daisosasen bangaihen - Wangansho fukei monogatari shoka no kôtsûanzen special, regia di Katsuyuki Motohiro - film TV (1998)
- Akimahende! - serie TV, 11 episodi (1998)
- Koori no sekai - serie TV, 11 episodi (1999)
- Namida o fuite - serie TV, 11 episodi (2000)
- Big Wing - miniserie TV, 10 episodi (2001)
- Kita no kuni kara 2002 yuigon, regia di Shigemichi Sugita - film TV (2002)
- Dare yori mo mama wo aisu - serie TV, 11 episodi (2006)
- Bambino! - serie TV, 11 episodi (2007)
- Team Medical Dragon - serie TV, 11 episodi (2007)
- Innocent Love - serie TV, 10 episodi (2008)
- Kami no shizuku - serie TV, 9 episodi (2009)
- Gine: Sanfujinka no onna tachi - serie TV, 9 episodi (2009)
- Kenji Onijima Heihachirou - serie TV, 1 episodio (2010)
- Taisetsu na koto wa subete kimi ga oshiete kureta - serie TV, 10 episodi (2011)
- Don Quixote - serie TV, 11 episodi (2011)
- Kikyô, regia di Shinobu Murata - film TV (2011)
- Hayami san to yobareru hi Special - serie TV, 2 episodi (2012)
- Odoru Daisôsasen: Tha Last TV - Sararîman deka to saigo no nanjiken, regia di Katsuyuki Motohiro - film TV (2012)
- Kaen kita no eiyu aterui den - miniserie TV, 1 episodio (2013)
- Saki - serie TV, 11 episodi (2013)
- Doubles: Futari no keiji - miniserie TV, 9 episodi (2013)
- Gunshi Kanbee - serie TV, 12 episodi (2014)
- Saigo kara nibanme no koi - serie TV, 23 episodi (2012-2014)
- Dr. Rintarô - miniserie TV, 10 episodi (2015)
- Fake Couple - miniserie TV (2015)
- Gisô no Fûfu - miniserie TV, 10 episodi (2015)
- Haburashi/Onnatomodachi - miniserie TV, 8 episodi (2016)
- Naomi to Kanako - miniserie TV, 10 episodi (2016)
- Doctor X: Gekai Daimon Michiko Special, regia di Naoki Tamura - film TV (2016)
- Shinhannin - serie TV, 5 episodi (2018)
- I Leave Work On Time - serie TV, 10 episodi (2019)
- Hikinukiya~Headhunter no Ryugi~ - miniserie TV, 5 episodi (2019)
- Doctor X ~ Gekai Daimon Michiko ~ - serie TV, 57 episodi (2012-2019)
- Dear Patient - serie TV, 10 episodi (2020)

## Discografia

### Album studio
- Junjou Karen Otome Moyou (純情可憐乙女模様?) (1995)
- Mi-Chemin (1995)
- Merry Christmas For You (1995)
- Ai no Baka (愛のバカ?) (1996)
- nakitakunalu (泣きたくなる?) (1996)

### Raccolte
- Present ~Uchida Yuki Best Album~ (Present ~内田有紀 Best Album~?) (1997)